# Cristian Oroș
Cristian Daniel Oroș (Sighetu Marmației, 15 ottobre 1984) è un ex calciatore rumeno, di ruolo difensore.

## Palmarès

### Club

#### Competizioni nazionali
- Supercoppa di Romania: 2

Astra Giurgiu: 2014, 2016
- Campionato rumeno: 1

Astra Giurgiu: 2015-2016